# Корисні копалини Гватемали
Корисні копалини Гватемали
Надра країни містять нафту і газ, нікель, свинець і цинк, барит, вольфрам,  мідь, стибій, кобальт, золото (табл.)
Таблиця. - Основні корисні копалини Гватемали станом на 1998-99 рр.
| Корисні копалини               | Запаси       | Запаси   | Вміст корисного компоненту в рудах, % | Частка у світі, % |
| Корисні копалини               | Підтверджені | загальні | Вміст корисного компоненту в рудах, % | Частка у світі, % |
| Вольфрам, тис. т               | 2            | 4        | 0,6 (WO3)                             | 0,1               |
| Золото, т                      |              | 14       | до 7 г/т                              |                   |
| Кобальт, тис. т                | 30           | 45       | 0,13                                  | 0,5               |
| Мідь, тис. т                   | 20           | 20       | 2,6                                   |                   |
| Нафта, млн т                   |              | 27,4     |                                       |                   |
| Нікель, тис. т                 | 900          | 1545     | 1,8                                   | 1,8               |
| Природний горючий газ, млрд м3 | 0,3          |          |                                       |                   |
| Свинець, тис. т                | 10           | 20       | 0,5                                   | -                 |
| Стибій, тис. т                 | 10           | 25       | до 6                                  | 0,2               |
| Цинк, тис. т                   | 90           | 150      | 4,3                                   |                   |
| Барит, тис. т                  | 200          | 300      | 83 (BaSO4)                            | 0,1               |